# Charli XCX
Charlotte Emma Aitchison (n. 2 august 1992, Cambridge, Anglia, Regatul Unit), cunoscută cu numele de scenă Charli XCX, este o cântăreață și compozitoare engleză.
Charli XCX a debutat în 2008 și a evoluat inițial cântând la petreceri în depozitele din Londra. Ea a semnat un contract cu casa de discuri Asylum Records în 2010 și a lansat două mixtape-uri, Heartbreaks and Earthquakes și Super Ultra, în 2012. Albumul său de debut a fost True Romance, care a fost lansat în 2013 însoțit de single-urile You (Ha Ha Ha) și Nuclear Seasons.
A devenit cunoscută la nivel mondial între 2013-2014 cântând în featuring în două single-uri care au devenit hit-uri majore: I Love It (lansat inițial de formația suedeză Icona Pop⁠(en)[traduceți]) și Fancy (al cântăreței australiene Iggy Azalea). În 2014 single-ul ei Boom Clap a devenit hit și a intrat în top 10 în diferite țări, precedând lansarea celui de-al doilea album al său, intitulat Sucker, împreună cu single-urile Break The Rules, Doing It și Famous.

## Discografie
Albume de studio
- True Romance (2013)
- Sucker (2014)
- Charli (2019)
- How I'm Feeling Now (2020)
- Crash (2022)
- Brat (2024)

## Filmografie
| An   | Titlu                    | Rol       | Note                                                                                         |
| ---- | ------------------------ | --------- | -------------------------------------------------------------------------------------------- |
| 2014 | Saturday Night Live      | Ea însăși | Musical guest; Episod: "Martin Freeman/Charli XCX"                                           |
| 2014 | Never Mind The Buzzcocks | Ea însăși | Musical guest; Episod: "Rob Beckett, Grace Chatto, Phil Daniels and Charli XCX"              |
| 2015 | Alan Carr: Chatty Man    | Ea însăși | Musical guest; Episode: "Phillip Schofield, Romesh Ranganathan, Billie Piper and Charli XCX" |